# Base aerea di Abu Suweir
La Base aerea di Abu Suweir è una base dell'aeronautica egiziana (in arabo: القوات الجوية المصرية, El Qūwāt El Gawwīyä El Maṣrīyä), situata a circa 17,1 chilometri a ovest di Ismaïlia e 116 chilometri a nord-est del Cairo. La base è posizionata in modo strategico per la difesa del canale di Suez.

## Storia
Durante la seconda guerra mondiale l'aerodromo, allora noto come RAF Abu Sueir o Abu Sueir Airfield (LG-205), fu utilizzato come aeroporto militare dalla Royal Air Force del Regno Unito e dalle forze aeree americane dell'esercito degli Stati Uniti durante la Campagna del Nord Africa contro le forze dell'Asse.
Gruppi della Nona unità dell'aeronautica USAAF che ha utilizzato l'aeroporto furono:
Tra parentesi gli aerei in dotazione mentre le date corrispondono al periodo di permanenza dell'Aeroporto.
376th Bombardment Group, 8 novembre 1942-gennaio 1943. (Consolidated B-24 Liberator) Formato da:
- 512th Bombardment Squadron, 9 novembre 1942-10 febbraio 1943;
- 513th Bombardment Squadron, 8 novembre 1942-10 febbraio 1943;
- 514th Bombardment Squadron, 8 novembre 1942-10 febbraio 1943;
- 515th Bombardment Squadron, 8 novembre 1942-6 febbraio 1943.

A metà degli anni cinquanta la base aerea fu l'ultima consegnata dalla RAF agli egiziani. La base fu consegnata all'Egitto il 14 aprile 1956.

## Utilizzo
Oggi, l'aeroporto è una base dell'aeronautica militare egiziana attiva. La sua configurazione della seconda guerra mondiale è ancora evidente nella fotografia aerea. Ospita il 60 ° Tactical Fighter Squadron del 262nd Tactical Fighter Wing che ha in dotazione i caccia da combattimento General Dynamics F-16C / D Block 40s.